# The Hilltoppers

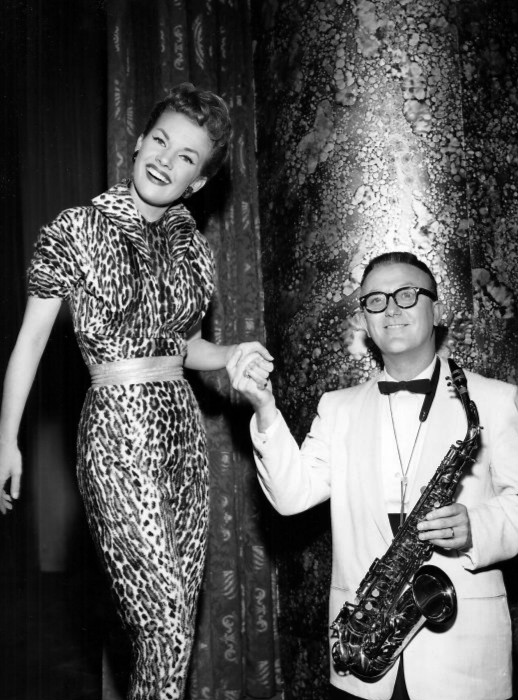
Billy Vaughn e Gale Storm

The Hilltoppers foi um grupo que foi formado em 1952 e que se apresentou até 1960 e teve sucessos como "P.S. I Love You" e "Till Then".

## Membros e carreira
O conjunto era composto dos cantores Jimmy Sacca, Seymore Spielgelman, Don McGuire e o pianista Billy Vaughn, que mais tarde seria um famoso líder de orquestra.
Em 1952, foram lançadas duas músicas: "Trying" e "You Made Up My Mind". O single não vendeu muito no início e depois entrou na parada de sucesso. Assim, o The Hilltoppers apareceram no The Ed Sullivan Show e no The Perry Como Show.
O grupo teve outro hit, a versão de "P.S. I Love You" de 1953(originalmente por Rudy Vallée em 1934) que foi premiado com um disco de ouro.
Uma gravação de "Only You (And You Alone)" de 1955 foi lançada para competir com o sucesso de The Platters de mesmo ano.
Nessa época, Billy Vaughn saiu do conjunto e se tornou um líder de orquestra.

## Final dos anos 50 até os anos 70
Algumas músicas que ficaram na parada de sucesso foram: "Marianne", que ficou em terceiro lugar em 1957 e "The Joker (That's What They Call Me)", que ficou na posição de vigésimo segundo lugar no mesmo ano e foi o último single popular dos The Hilltoppers, que continuariam se apresentando até 1960 (tocaram seus sucessos na França em 1958), em 1965 o grupo voltou com novos membros, gravaram novas músicas e tocaram ao vivo de 1973 até 1976.
Nesse período, lançaram os singles: "Sunshine and Love" e "Jamaican Farewell" na MGM.